# Elecciones primarias de la Mesa de la Unidad Democrática de 2017
Con motivo de las elecciones regionales convocadas en Venezuela para el 15 de octubre de 2017, cumplido el período anterior de los gobernadores, así como los legisladores estadales, la Mesa de la Unidad Democrática anunció la realización de unas elecciones primarias el 10 de septiembre para escoger los candidatos unitarios a representarlos y obtener la victoria en cada Estado y circuito.

## Partidos políticos que participan
El 7 de agosto de 2017 la presidenta del Consejo Nacional Electoral, Tibisay Lucena, anunció que solamente 22 organizaciones políticas podrán inscribir candidaturas para los comicios regionales, siendo estas las únicas en haber validado sus tarjetas de las más de 60 existentes, dentro de las filas de la oposición se encuentran: Acción Democrática, COPEI, Un Nuevo Tiempo, Primero Justicia, Voluntad Popular y Avanzada Progresista . Sin embargo otras organizaciones no inscritas dentro de la Mesa de la Unidad Democrática solicitaron participar en las elecciones primarias a realizar la coalición opositora siendo estas: Movimiento Al Socialismo, Movimiento Alternativo Buscando Soluciones (MABS), Independientes por el Progreso (IPP) y el Partido de Unión y Entendimiento (PUENTE).
De igual manera Tibisay Lucena anunció que la Mesa de la Unidad Democrática no podrá inscribir candidaturas en siete gobernaciones debido a decisiones tomadas en esos estados: Zulia, Apure, Monagas, Bolívar, Trujillo, Aragua y Carabobo.

### Otras organizaciones políticas
En el caso de las organizaciones políticas que no lograron validar sus tarjetas, estas presentaron sus candidatos a través de otros partidos tales como el caso de Partido Progreso, La Causa R, Cuentas Claras y Movimiento Progresista de Venezuela, mientras que en el caso de organizaciones como Vente Venezuela, Proyecto Venezuela y Alianza Bravo Pueblo decidieron no participar en el proceso electoral por desconocer al ente rector de las elecciones.

## Inhabilitaciones políticas
Tras instituida la Asamblea Nacional Constituyente el mencionado ente legislativo, así como la Contraloría de la República y el Tribunal Supremo de Justicia emitieron sanciones que imposibilitaron la inscripción y participación de diferentes dirigentes políticos en los comicios regionales, entre ellos:
Estado Amazonas
- Liborio Guarulla (Gobernador en funciones y dirigente del Partido Movimiento Progresista de Venezuela)

Estado Anzoátegui
- Gustavo Marcano (exalcalde del Municipio Urbaneja y militante de Primero Justicia)

Estado Apure
- Luis Lippa (Diputado a la Asamblea Nacional y militante de Primero Justicia)

Estado Aragua
- Richard Mardo (Dirigente del partido Primero Justicia)

Estado Barinas
- Wilmer Azuaje (Legislador regional y militante de Primero Justicia)

Estado Carabobo
- Vicencio "Enzo" Scarano (exalcalde de San Diego y líder del partido Cuentas Claras)

Estado Lara
- Alfredo Ramos (exalcalde de Barquisimeto y líder de La Causa R)

Estado Mérida
- Carlos García Odón (Alcalde del Municipio Libertador y militante de Primero Justicia)

- Omar Lares (Alcalde del Municipio Campo Elías y militante del partido Voluntad Popular)

Estado Miranda
- Henrique Capriles Radonski (Gobernador en funciones y líder del partido Primero Justicia)

- Adriana D'Elia (diputada a la Asamblea Nacional y militante de Primero Justicia)

- David Smolansky (exalcalde del Municipio El Hatillo y dirigente de Voluntad Popular)

- Ramón Muchacho (exalcalde de Municipio Chacao y militante de Primero Justicia)

Estado Táchira
- César Pérez Vivas (exgobernador y líder del partido Copei)

- Daniel Ceballos (exalcalde de San Cristóbal y líder de Voluntad Popular)

- Abelardo Díaz (exdiputado a la Asamblea Nacional y militante de Primero Justicia)

- Virginia Vivas (alcaldesa del Municipio Córdoba y dirigente de Copei)

Estado Zulia
- Pablo Pérez Álvarez (exgobernador y líder del partido Un Nuevo Tiempo)

- Manuel Rosales (exgobernador y líder del partido Un Nuevo Tiempo)

- Lester Toledo (legislador y militante del partido Voluntad Popular)

## Candidaturas inscritas
| Estado        | Candidatos (aspirantes)        | Partido político               |
| ------------- | ------------------------------ | ------------------------------ |
| Amazonas      | Alexander Cordero              | Copei                          |
| Amazonas      | José Bernabé Gutiérrez         | Acción Democrática             |
| Amazonas      | Jesús Ygarza                   | Independientes por el Progreso |
| Anzoátegui    | Antonio Barreto Sira           | Avanzada Progresista           |
| Anzoátegui    | Luis Carlos Padilla            | Acción Democrática             |
| Anzoátegui    | Fabio Canache                  | Voluntad Popular               |
| Anzoátegui    | Carlos Michelangeli            | Movimiento Al Socialismo       |
| Anzoátegui    | Luis Medina                    | Copei                          |
| Apure         | Lumay Barreto                  | Voluntad Popular               |
| Apure         | Cesar Pino                     | Un Nuevo Tiempo                |
| Apure         | Wilson Gallardo                | Primero Justicia               |
| Apure         | Jose Gregorio Montilla         | Acción Democrática             |
| Apure         | Ronald Torres                  | Avanzada Progresista           |
| Aragua        | José Ramón Arias               | Primero Justicia               |
| Aragua        | Ismael García                  | Acción Democrática             |
| Aragua        | Delson Guarate                 | Voluntad Popular               |
| Aragua        | Aurimare Rodríguez             | Avanzada Progresista           |
| Aragua        | Henry Rosales                  | Independientes por el Progreso |
| Barinas       | Freddy Superlano               | Voluntad Popular               |
| Barinas       | Julio César Reyes              | Avanzada Progresista           |
| Barinas       | Andrés Eloy Camejo             | Acción Democrática             |
| Barinas       | Luis Manuel Castillo           | Primero Justicia               |
| Barinas       | Oneida Ramírez                 | Un Nuevo Tiempo                |
| Barinas       | Pedro Ramírez                  | Movimiento Al Socialismo       |
| Bolívar       | Andrés Velásquez               | Copei                          |
| Bolívar       | Francisco Sucre                | Voluntad Popular               |
| Bolívar       | Jorge Carvajal                 | Avanzada Progresista           |
| Bolívar       | Freddy Valera                  | Acción Democrática             |
| Bolívar       | Arturo Montes                  | Un Nuevo Tiempo                |
| Bolívar       | Dick Souki                     | Primero Justicia               |
| Carabobo      | Alejandro Feo La Cruz          | Voluntad Popular               |
| Carabobo      | Juan Miguel Matheus            | Primero Justicia               |
| Carabobo      | Haydee Franco                  | Avanzada Progresista           |
| Carabobo      | Rubén Limas                    | Acción Democrática             |
| Carabobo      | Ylidio Abreu                   | Un Nuevo Tiempo                |
| Cojedes       | Denny Fernández                | Acción Democrática             |
| Cojedes       | Ramón Moncada                  | Copei                          |
| Delta Amacuro | Larissa González               | Acción Democrática             |
| Delta Amacuro | José Antonio España            | Primero Justicia               |
| Falcón        | José Gregorio Graterol         | Primero Justicia               |
| Falcón        | Elisanower Depool              | Avanzada Progresista           |
| Falcón        | Luis Stefanelli                | Voluntad Popular               |
| Falcón        | Eliecer Sirit                  | Acción Democrática             |
| Guárico       | Yovanny Salazar                | Voluntad Popular               |
| Guárico       | Pedro Loreto                   | Acción Democrática             |
| Guárico       | Rummy Olivo                    | Primero Justicia               |
| Vargas        | José Manuel Olivares           | Primero Justicia               |
| Vargas        | Winston Flores                 | Voluntad Popular               |
| Lara          | Henri Falcón                   | Avanzada Progresista           |
| Lara          | Luis Florido                   | Voluntad Popular               |
| Lara          | Alfonso Marquina               | Primero Justicia               |
| Lara          | Mirian Diaz                    | Un Nuevo Tiempo                |
| Mérida        | Lawrence Castro                | Voluntad Popular               |
| Mérida        | Ramón Guevara                  | Acción Democrática             |
| Mérida        | Carlos Ramos Rivas             | Un Nuevo Tiempo                |
| Mérida        | Arquimidez Fajardo             | Copei                          |
| Mérida        | Jesús Rondón Nucete            | Gente Independiente            |
| Mérida        | Carlos Paparoni                | Primero Justicia               |
| Mérida        | Esteban Torrealba              | Movimiento Al Socialismo       |
| Miranda       | José Luis Rodríguez            | Un Nuevo Tiempo                |
| Miranda       | Enrique Mendoza                | Copei                          |
| Miranda       | Carlos Ocariz                  | Primero Justicia               |
| Miranda       | Yon Goicoechea                 | Voluntad Popular               |
| Monagas       | Antonio Gonçalves              | Voluntad Popular               |
| Monagas       | María Gabriela Hernández       | Primero Justicia               |
| Monagas       | Guillermo Call                 | Copei                          |
| Monagas       | Luis Eduardo Martínez          | Acción Democrática             |
| Monagas       | Fanny Febres                   | Un Nuevo Tiempo                |
| Nueva Esparta | Alfredo Díaz                   | Acción Democrática             |
| Nueva Esparta | Manuel Antonio Narváez         | Un Nuevo Tiempo                |
| Nueva Esparta | Epifanio Graciosi              | Voluntad Popular               |
| Portuguesa    | Edgar Miranda                  | Acción Democrática             |
| Portuguesa    | Héctor Lameda                  | Copei                          |
| Portuguesa    | Ivelisa Martínez               | Acción Democrática             |
| Portuguesa    | Ivan Colmenarez                | Voluntad Popular               |
| Portuguesa    | María Beatriz Martínez         | Primero Justicia               |
| Portuguesa    | Carlos Eduardo Herrera         | Un Nuevo Tiempo                |
| Portuguesa    | José Ruiz Parra                | Proyecto Venezuela             |
| Portuguesa    | Manuel Suárez                  | Avanzada Progresista           |
| Portuguesa    | Mara Rodríguez                 | Voluntad Popular               |
| Sucre         | Robert Alcalá                  | Acción Democrática             |
| Sucre         | Hermes García                  | Avanzada Progresista           |
| Sucre         | Ernesto Guevara                | Voluntad Popular               |
| Sucre         | Milagros Paz                   | Primero Justicia               |
| Táchira       | Fernando Andrade               | Copei                          |
| Táchira       | Patricia Gutiérrez de Ceballos | Voluntad Popular               |
| Táchira       | Juan Requesens                 | Primero Justicia               |
| Táchira       | Miguel Ángel Rodríguez         | Avanzada Progresista           |
| Táchira       | Laidy Gómez                    | Acción Democrática             |
| Táchira       | Virginia Vivas                 | Independientes por el Progreso |
| Trujillo      | Marcos Montilla                | IPP                            |
| Trujillo      | Yoni Toro                      | Voluntad Popular               |
| Trujillo      | Conrado Pérez                  | Primero Justicia               |
| Trujillo      | Enrique Catalán                | Un Nuevo Tiempo                |
| Trujillo      | Iraly Guerrero                 | Avanzada Progresista           |
| Trujillo      | Carlos Andrés González         | Acción Democrática             |
| Trujillo      | José Contreras                 | Movimiento Al Socialismo       |
| Yaracuy       | Biagio Pilieri                 | Convergencia                   |
| Yaracuy       | Gabriel Gallo                  | Voluntad Popular               |
| Yaracuy       | Luis Parra                     | Primero Justicia               |
| Yaracuy       | Nelson Suárez                  | Copei                          |
| Zulia         | Hernán Alemán                  | Acción Democrática             |
| Zulia         | Eveling Trejo de Rosales       | Un Nuevo Tiempo                |
| Zulia         | Juan Pablo Guanipa             | Primero Justicia               |
| Zulia         | Lester Toledo                  | Voluntad Popular               |

En Cursiva las candidaturas retiradas
En Negrita las candidaturas unitarias decididas por consenso

### Resultados
| Estados           | Ganadores              | Partidos Políticos   | Consenso/Primarias | %    |
| ----------------- | ---------------------- | -------------------- | ------------------ | ---- |
| Amazonas          | Bernabé Gutiérrez      | Acción Democrática   | Primarias          | 50,9 |
| Estado Anzoátegui | Antonio Barreto Sira   | Acción Democrática   | Consenso           | =    |
| Apure             | José Gregorio Montilla | Acción Democrática   | Primarias          | 43,0 |
| Aragua            | Ismael García          | Acción Democrática   | Primarias          | 47,4 |
| Barinas           | Freddy Superlano       | Voluntad Popular     | Primarias          | 35,3 |
| Bolívar           | Andrés Velásquez       | La Causa R           | Primarias          | 53,3 |
| Carabobo          | Alejandro Feo La Cruz  | Voluntad Popular     | Consenso           | =    |
| Cojedes           | Alberto Galíndez       | Primero Justicia     | Primarias          | 53,1 |
| Delta Amacuro     | Larissa González       | Acción Democrática   | Primarias          | 64,1 |
| Falcón            | Eliezer Sirit          | Acción Democrática   | Primarias          | 35,1 |
| Guárico           | Pedro Loreto           | Acción Democrática   | Primarias          | 65,1 |
| Lara              | Henri Falcón           | Avanzada Progresista | Primarias          | 55,7 |
| Mérida            | Ramón Guevara          | Acción Democrática   | Primarias          | 46,4 |
| Miranda           | Carlos Ocariz          | Primero Justicia     | Primarias          | 84,7 |
| Monagas           | Guillermo Call         | Copei                | Primarias          | 53,1 |
| Nueva Esparta     | Alfredo Díaz           | Acción Democrática   | Consenso           | =    |
| Portuguesa        | María Beatriz Martínez | Primero Justicia     | Primarias          | 46,1 |
| Sucre             | Robert Alcalá          | Acción Democrática   | Primarias          | 57,7 |
| Táchira           | Laidy Gómez            | Acción Democrática   | Primarias          | 34,1 |
| Trujillo          | Carlos Andrés González | Acción Democrática   | Primarias          | 37,5 |
| Vargas            | José Manuel Olivares   | Primero Justicia     | Consenso           | =    |
| Yaracuy           | Luis Parra             | Primero Justicia     | Primarias          | 35,4 |
| Zulia             | Juan Pablo Guanipa     | Primero Justicia     | Primarias          | 51,0 |